# Arctodus simus
El oso de hocico corto (Arctodus simus) es una especie extinta de mamífero carnívoro del género Arctodus de la familia Ursidae.También conocido como el oso bulldog o el oso de cara corta debido a su hocico corto y ancho. A. simus tenía la frente baja con los ojos muy separados y hacia adelante, lo que le brinda una excelente visión. Fue uno de los mayores osos conocidos y, más en general, el mayor carnívoro terrestre en los últimos 800 000 años. Era nativo de América del Norte y se extinguieron hace unos 12 500 años. Medía 1.5 m a la altura del hombro cuando estaba parado sobre los 4 extremidades, y hasta 3.7 m cuando estaba sobre sus patas traseras, con un alcance de más de 4.27 m.

## Taxonomía

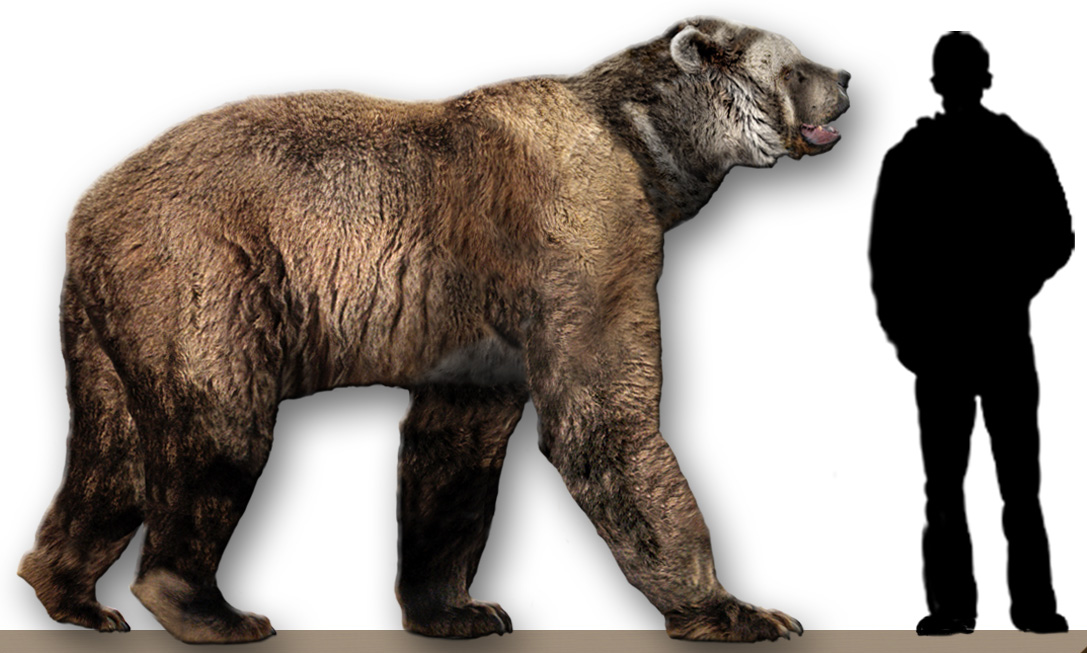
Comparación de Arctodus simus de 1,6 m con un humano de 1,8 m.

El oso de hocico corto pertenecía al grupo conocido como los osos de tremarctinos, endémicos del Nuevo Mundo. El primer miembro del grupo es Plionarctos, que vivía en Texas, durante la época del Plioceno, hace entre 2 y 5 millones de años. Este género se considera como ancestro de Arctodus así como del oso de anteojos moderno, Tremarctos ornatus. Aunque la historia temprana de Arctodus simus es poco conocida, es evidente que se extendió en América del Norte por Kansas (hace unos 800.000 años).

## Hábitat
El oso de hocico corto era nativo de América del Norte, desde el norte de las llanuras centrales de Alaska y Canadá hasta el centro de México, y de California a Virginia. Era el más común de los primeros osos de América del Norte, siendo más abundante en California. Enormes especímenes se han encontrado en Alaska y Yukon.

## Dieta

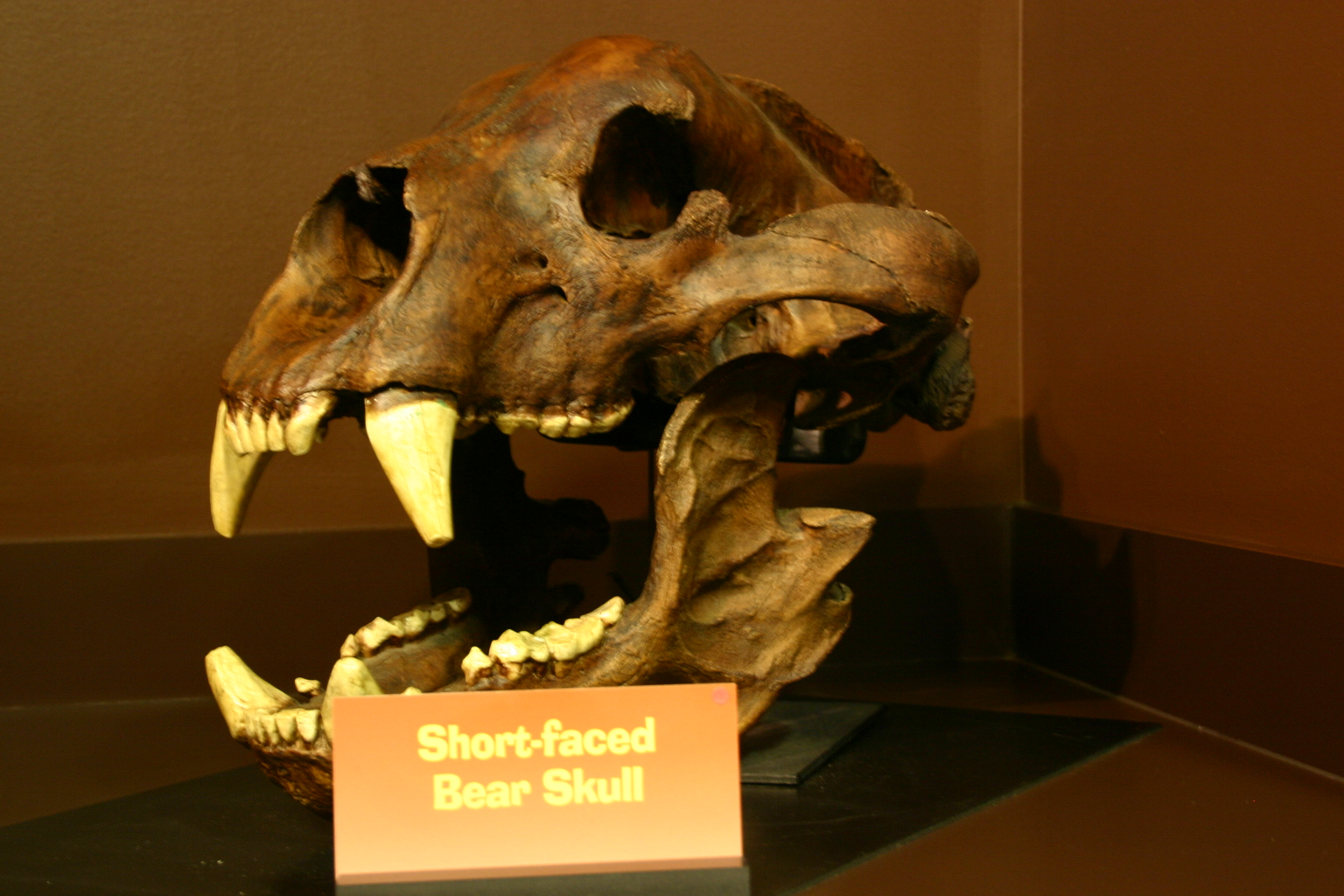
Cráneo de Arctodus simus.

Un análisis de los huesos del oso mostró altas concentraciones de nitrógeno-15, un isótopo estable de nitrógeno acumulado por comer carne sin evidencia de ingesta de vegetación. Arctodus simus era obligatoriamente carnívoro, y como adulto habría requerido 16 kg de carne al día para sobrevivir. Según algunos autores era un depredador brutal que atacaba a los grandes mamíferos del Pleistoceno, con su gran fuerza física. Sus patas más largas le habrían permitido cubrir un territorio más grande en busca de presas y carroña. Tenía la capacidad de atrapar y matar bisontes, ciervos, alces, bueyes almizcleros y otros animales grandes.
El oso de hocico corto tenía un esqueleto articulado de una manera que habría permitido giros rápidos, una capacidad necesaria en cualquier depredador que sobrevive matando a ágiles presas. Arctodus simus corría a un ritmo de movimiento como el de un camello o caballo, por lo que tenía más resistencia que velocidad.
De acuerdo con estos argumentos, el oso de hocico corto estaba preparado para ser un depredador activo, llevando a algunos a pensar que se trataba de un cleptoparásito, utilizando su enorme tamaño para intimidar a los pequeños depredadores como los lobos, Smilodon y los leones americanos. Pudo ser principalmente carroñero, aunque su velocidad de 50-70 km/hora y temibles armas naturales le habrían permitido cazar presas como los caballos o animales más lentos como los perezosos terrestres

## Extinción
Su competencia con animales más pequeños que ingresan a América del Norte a través de Estrecho de Bering y la desaparición de algunas de sus presas pueden haber llevado a la extinción de Arctodus simus hace aproximadamente 12,000 años. Su desaparición coincide con el desarrollo y la mejora de las técnicas de caza de los seres humanos en América del Norte; la presión de la caza también pudo haber contribuido a su extinción, tanto directa (la caza) como indirectamente (debido al agotamiento de otros grandes mamíferos).